# Girtyina
Girtyina es un género de foraminífero bentónico considerado un sinónimo posterior de Triticites de la subfamilia Schwagerininae, de la familia Schwagerinidae, de la superfamilia Fusulinoidea, del suborden Fusulinina y del orden Fusulinida. Su especie tipo era Fusulina cylindrica var. ventricosa. Su rango cronoestratigráfico abarcaba el Pennsylvaniense (Carbonífero superior).

## Discusión
Clasificaciones más recientes incluirían Girtyina en la superfamilia Schwagerinoidea, y en la subclase Fusulinana de la clase Fusulinata. Otras clasificaciones lo han incluido en la subfamilia Triticitinae de la familia Triticitidae.
Girtyina fue propuesto como un subgénero de Fusulina, es decir, Fusulina (Girtyina).

## Clasificación
Girtyina incluía a las siguientes especies:
- Girtyina fava †
- Girtyina lanceolate †
- Girtyina schellwieni †
- Girtyina teilhardi †
- Girtyina ventricosa †